# Théorème d'extension de Kolmogorov
En probabilité, le théorème d'extension de Kolmogorov (aussi appelé théorème d'existence de Kolmogorov ou théorème de consistance de Kolmogorov), est un théorème qui garantit l'existence d'un processus stochastique dont on impose les lois fini-dimensionnelles, si elles sont consistantes.

## Énoncé
Soit {\displaystyle I} un ensemble utilisé pour l'indexation, et {\displaystyle (E,{\mathcal {E}})} un espace mesurable, {\displaystyle E} muni d'une topologie de Hausdorff.
On se donne pour toute sous-famille finie {\displaystyle J} de {\displaystyle I} une mesure de probabilité {\displaystyle {\pi }_{J}} intérieurement régulière sur l'espace {\displaystyle (E^{J},{\mathcal {E}}^{J})}.
Notons alors pour {\displaystyle I\supset J\supset K} la projection canonique de {\displaystyle E^{J}} sur {\displaystyle E^{K}}, {\displaystyle p_{JK}}.
On suppose que pour tout {\displaystyle K\subset J} on a {\displaystyle \pi _{K}=\pi _{J}\circ p_{JK}^{-1}}.
Alors il existe un espace de probabilité {\displaystyle (\Omega ,{\mathcal {F}},\mathbb {P} )} et un processus stochastique {\displaystyle X:I\times \Omega \to \mathbb {R} ^{n}} tels que
{\displaystyle \mathbb {P} (X_{J}\in A)=\pi _{J}(A)} pour tout {\displaystyle A\in {\mathcal {E}}^{J}} et {\displaystyle J} un sous ensemble fini de {\displaystyle I}.